# FALF Player
FALF Player je jednoduchý audio přehrávač pro desktopové prostředí KDE 3, které je používáno zejména v operačním systému GNU/Linux.
Jedná se o alternativu k hudebnímu přehrávači foobar2000, který je dostupný pro systémy Microsoft Windows. Poslední verze přehrávače byla vydána v roce 2008.
FALF Player je napsaný v jazyce C++ a dále využívá knihovny Qt, KDE, xine a taglib.
Vývoj aplikace byl ukončen s vydáním desktopového prostředí KDE 4, které přineslo mnoho změn a zdrojový kód aplikace by bylo potřeba téměř kompletně přepsat.
Zdrojový kód poslední verze aplikace obsahuje více než 10 000 řádek. Na vývoji aplikace se podílel jen jediný programátor, který byl zároveň zakladatelem projektu.

## Název projektu
Název aplikace je iniciálová zkratka znamenající Fuck Amarok Love Foobar. Autor aplikace tím zdůrazňuje nespokojenost s multimediálním přehrávačem Amarok a zároveň oblíbenost multimediálního přehrávače foobar2000, který ovšem pro systém GNU/Linux není dostupný.

## Lokalizace
Program je dostupný v 10 jazycích včetně češtiny, která je součástí aplikace od verze 1.0rc4 z února 2007. Mimo češtiny je aplikace dostupná v angličtině, čínštině, italštině, japonštině, nizozemštině, polštině, ruštině, španělštině a ukrajinštině.

## Vlastnosti
- Ekvalizér
- Podpora Last.fm
- Podpora M3U a PLS
- Podporované formáty OGG, FLAC, MPC, MP3, WMA, ASF, ACC, M4A, WAV
- Podporuje více seznamů skladeb
- Nízké systémové požadavky
- Stahování textu z internetu
- Vysoká stabilita